# Divinité chinoise

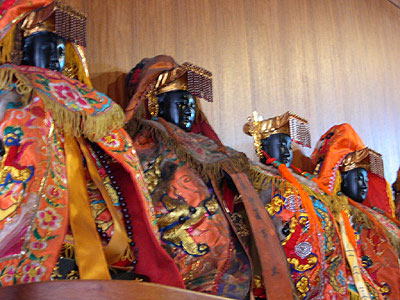
Statues de Mazu en costume d’impératrice

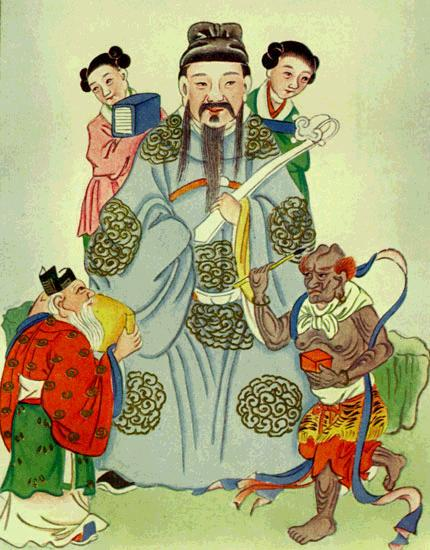
Wenchangdijun, Moul Dieu des lettrés

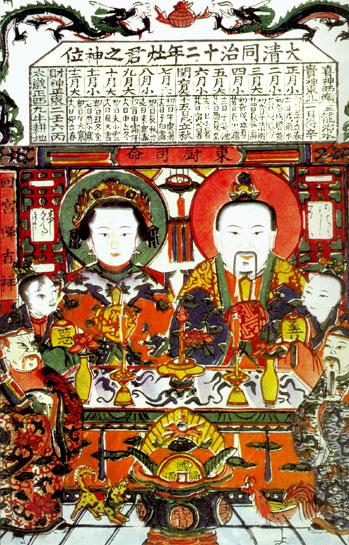
Le dieu du fourneau et son épouse

Les sources des divinités de la religion chinoise sont nombreuses :  mythologie antique, créations populaires, personnalités divinisées, créations d'écoles taoïstes, emprunts au bouddhisme. On retrouve souvent plus d'une source à l'origine d'une divinité donnée, qui peut avoir jusque trois interprétations différentes : populaire, taoïste et bouddhiste. Toutes les divinités ont eu une ou plusieurs existences terrestres, parfois celle d'une personne réelle divinisée, parfois entièrement fictive. Elles recevaient de la part de l'administration impériale des titres officiels ou nobiliaires, les inscrivant dans une sorte de bureaucratie céleste.

## Divinités de lamythologie antique
- Fuxi civilisateur
- Nuwa démiurge
- Shennong qui enseigna aux hommes l'agriculture et les vertus médicinales des plantes
- Huang di l'Empereur Jaune civilisateur
- Xiwangmu Reine-mère d'Occident, gardienne du jardin d'immortalité
- Chang'e déesse lunaire
- Chiyou ancien dieu de la guerre
- Pangu premier être sorti du chaos, a séparé le ciel et la terre et donné naissance à notre monde
- Zhurong ancien dieu du feu

## Divinités d'apparition ultérieure
- Mazu  principale divinité à Taïwan
- Guandi  de son vivant Guan Yu, personnage historique et littéraire divinisé
- Wenchangdijun dieu des candidats aux examens
- Caishenye dieux de la richesse
- Baoshengdadi dieu guérisseur du Sud-Est de la Chine
- Vieillard sous la lune et autres divinités arrangeant les mariages
- Wang Ye, dieux des épidémies

## Dieux fonctionnaires
- Tudigong dieu du village ou du quartier
- Chenghuangye dieu de la ville
- Zaowangye dieu du fourneau et de la maisonnée
- Bureaucratie céleste

## Divinités d'originetaoïste
- Empereur de jade
- Trois Purs
- Trois gouverneurs
- Quatre Majestés
- Zhenwudadi ou Empereur du Nord, dieu stellaire et militaire
- Nezha protège des influences néfastes
- Huit immortels
- Immortel

## Divinités d'originebouddhiste
- Guan Yin  forme féminine du bodhisattva Avalokiteshvara
- Yanluowang  gardien des enfers
- Dizangwang  bodhisattva dévoué au salut des damnés
- Amituofo  maître du paradis occidental
- Wenshupusa bodhisattva sollicité pour les succès scolaires.
- Milefo bodhisattva dispensant le bonheur et la prospérité.